# Heterusia proana
Heterusia proana là một loài bướm đêm trong họ Geometridae.